# Rob McGregor Macdonald Lockhart
Sir Rob McGregor Macdonald Lockhart, britanski general, * 1893, † 1981.